# Enterprise-Content-Management-System
Für Enterprise-Content-Management-Systeme (ECMS) werden die unterschiedlichsten Enterprise-Content-Management-Komponenten und -Techniken kombiniert, die zum Teil auch als eigenständige Lösungen sinnvoll nutzbar sind ohne den Anspruch an ein unternehmensweites System. Die ECMS-Komponenten und -Techniken lassen sich nach der Definition des Dachverbandes AIIM international in fünf Hauptkomponenten einordnen:
- Erfassung (Capture)
- Verwaltung (Manage)
- Speicherung (Store)
- Bewahrung (Preserve)
- Ausgabe (Deliver)

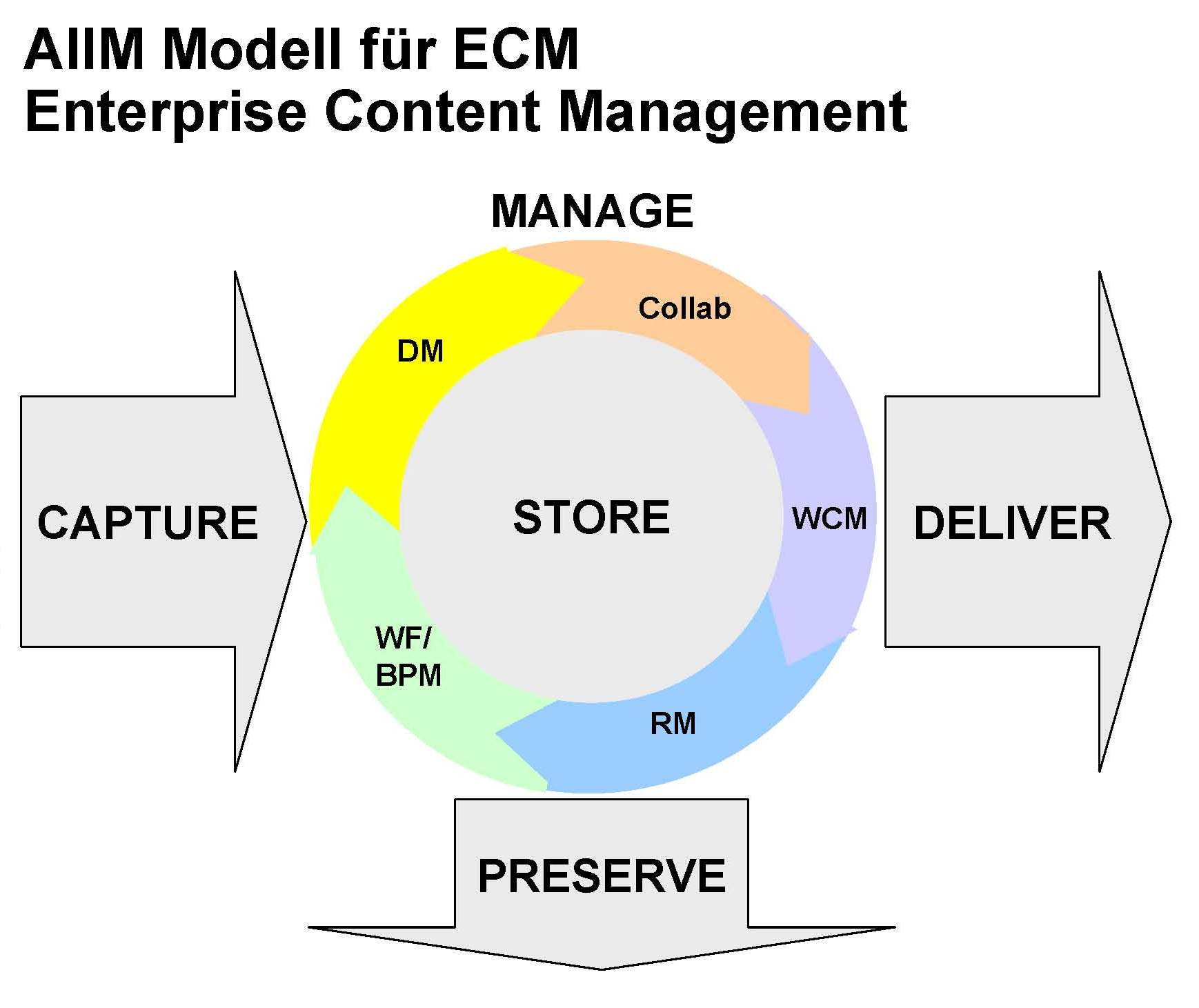
Enterprise Content Management: ECM-Komponenten. Quelle: AIIM / PROJECT CONSULT 2003

Die „Manage“-Komponente umfasst die fünf Unterkomponenten:
- Document Management (DM, DMS, Dokumentenmanagement)
- Collaboration (die Zusammenarbeit unterstützende Systeme, Groupware)
- Web Content Management (WCM, WCMS, einschließlich Portal)
- Records Management (RM, Schriftgut- und Ablageverwaltung)
- Workflow / Business-Process-Management (BPM, Vorgangsbearbeitung)

## Komponenten von Enterprise Content Management (ECM)
ECM-Systeme werden als einzelne Programm-Module, Komponenten, Subsysteme, Baukasten, geschlossene Komplettlösung oder integriert als „Suite“ angeboten. Der Umfang von Enterprise Content Management und die Zusammenstellung der Komponenten kann variieren und wurde bereits mehrfach erweitert. Im Sinne einer Serviceorientierten Architektur werden die Komponenten meistens als Dienste aufgefasst.

### Capture (Erfassung)

ECM-Komponenten: Capture. Quelle: AIIM / PROJECT CONSULT 2003

Die Kategorie Capture beinhaltet Funktionalität und Komponenten zur Erstellung, Erfassung, Aufbereitung und Verarbeitung von analogen und elektronischen Informationen. Es sind mehrere Stufen und Techniken unterschieden, von der einfachen Erfassung der Information bis zur komplexen Aufbereitung durch eine automatische Klassifikation. Die Capture-Komponenten werden auch häufig als „Input“-Komponenten zusammengefasst und als „Input Management“ bezeichnet.

#### Manuell erzeugte und gescannte Informationen
Bei der manuellen Erfassung können alle Formen von Informationen vorkommen, von Papierdokumenten, elektronischen Office-Dokumenten, E-Mails, Vordrucken, Multimedia-Objekten, digitalisierter Sprache und Video bis zum Mikrofilm. Die Erfassung von papiergebundenen Dokumenten und Filmaufnahmen bezeichnet man als Scannen.

#### Maschinell erzeugte und automatisch erfasste Informationen
Bei der teilautomatischen oder automatischen Erfassung können EDI- oder XML-Dokumente, kaufmännische und ERP-Anwendungen oder bestehende Fachanwendungssysteme die Quelle für die Erfassung sein. Die automatische Übernahme von Daten erfolgt in der Regel im sogenannten COLD-Verfahren.

#### Techniken zur Be- und Verarbeitung erfasster Informationen
Zur Verarbeitung von gescannten Faksimiles (Bildverarbeitung) werden verschiedene Erkennungstechniken (Recognition, Mustererkennung) eingesetzt. Zu ihnen gehören:
BarcodeAufgebrachte Barcodes beim Versenden von Vordrucken können beim Einlesen der Rückläufer automatisiert erkannt und zugeordnet werden.
Handschrifterkennung (Handprint Character Recognition, HCR)Die Erkennung von Handschriften ist eine Weiterentwicklung von OCR, die jedoch bei Fließtexten immer noch nicht zufriedenstellende Ergebnisse liefert. Beim Auslesen von definierten Feldinhalten ist die Methode doch bereits sehr sicher.
ICR (Intelligent Character Recognition)ICR ist eine Weiterentwicklung von OCR und HCR, die die Qualität der ausgelesenen Ergebnisse durch Vergleiche, logische Zusammenhänge, Abgleich mit Referenzlisten oder Prüftabellen verbessert.
Optical Mark Recognition (OMR)OMR, z. B. für Strichcode, liest mit hoher Sicherheit spezielle Markierungen in vordefinierten Feldern aus und hat sich bei Fragenbogenaktionen und anderen Vordrucken bewährt.
Texterkennung (Optical Character Recognition, OCR)Hierbei werden die Bildinformationen in maschinenlesbare Zeichen umgesetzt. OCR wird für Maschinenschrift eingesetzt.

#### Bildbearbeitung
Bildbearbeitungstechniken von Document Imaging dienen nicht nur der Anzeige von gescannten Bildern (Faksimiles), sondern ermöglichen auch die Verbesserung der Lesbarkeit für die Erfassung. Funktionen wie „Despeckling“, das Entfernen von isolierten Bildpunkten oder das „Adjustment“, das Geraderücken von schief eingezogenen Vorlagen, verbessern die Ergebnisse der Erkennung. Document-Imaging-Funktionen  werden im Erfassungsprozess nach dem Scannen oder Empfang von digitalen Faxübermittlungen bei der Qualitätskontrolle eingesetzt.

#### Formularverarbeitung
Bei der Erfassung von Formularen werden heute noch zwei Gruppen von Techniken unterschieden, obwohl der Informationsinhalt und der Charakter der Dokumente gleich sein kann:
Forms Processing (Vordruckverarbeitung)Das „Forms Processing“ bezeichnet die Erfassung von industriell oder individuell gedruckten Vordrucken mittels Scannen. Hierbei kommen anschließend häufig Erkennungstechniken zum Einsatz, da gut gestaltete Vordrucke eine weitgehend automatische Verarbeitung ermöglichen.
E-Forms / Web-Forms (Verarbeitung elektronischer Formulare)Bei der Erfassung elektronischer Formulare ist eine automatische Verarbeitung möglich, wenn Layout, Struktur, Logik und Inhalte dem Erfassungssystem bekannt sind.

#### COLD/ERM
COLD/ERM sind Verfahren zur automatisierten Verarbeitung von strukturierten Eingangsdateien. Der Begriff COLD steht für Computer Output on LaserDisk und hat sich gehalten, obwohl das Medium LaserDisk seit Jahren nicht mehr am Markt ist. Das Akronym ERM steht für Enterprise Report Management. In beiden Fällen geht es darum, angelieferte Ausgabedateien auf Basis vorhandener Strukturinformationen so aufzubereiten, dass sie unabhängig vom erzeugenden System indiziert und an eine Speicherkomponente wie eine dynamische Ablage (Store) oder ein Archiv (Preserve) übergeben werden können. Die „Aggregation“ stellt einen Kombinationsprozess von Dateneingaben verschiedener Erstellungs-, Erfassungs- und zuliefernden Anwendungen dar. Zweck ist die Zusammenführung und Vereinheitlichung von Informationen aus unterschiedlichen Quellen, um sie strukturiert und einheitlich formatiert an die Speicher- und Bearbeitungssysteme zu übergeben.

#### Komponenten zur inhaltlichen Erschließung erfasster Informationen
Für die Weiterleitung und inhaltliche Erschließung kommen in den Systemen weitere Indizierungs-, Routing- und Klassifikations-Komponenten hinzu, die die erfassten und digital vorliegenden Informationen aufbereiten und um beschreibende Merkmale ergänzen. Hierzu gehören:
Categorization (automatische Klassifikation oder Kategorisierung)Auf Basis der in den elektronischen Informationsobjekten, seien es per OCR gewandelte Faksimiles, Office-Dateien oder Ausgabedateien, enthaltenen Informationen können Programme zur automatischen Klassifikation selbstständig Index-, Zuordnungs- und Weiterleitungsdaten extrahieren. Solche Systeme können auf Basis vordefinierter Kriterien oder selbstlernend Informationen auswerten.
Indexing (manuelle Indizierung, Indexierung)Anders als im Deutschen beschränkt sich im Angloamerikanischen der Begriff Indexing auf die manuelle Vergabe von Indexattributen, die in der Datenbank von einer „Manage“-Komponente für Verwaltung und Zugriff auf die Informationen benutzt wird. Im Deutschen werden hier auch Begriffe wie „Indizieren“, „Attributieren“ oder „Verschlagworten“ benutzt.
Input-Designs (Eigenschaften beschreibende Profile, Erfassungsmasken)Sowohl die automatische als auch die manuelle Attributierung kann durch hinterlegte Profile erleichtert und verbessert werden. Solche Profile können z. B. Dokumentenklassen beschreiben, die die Anzahl der möglichen Indexwerte beschränken oder bestimmte Kriterien automatisch vergeben. Input Designs schließt auch die Eingabemasken und deren Logik bei der manuellen Indizierung ein.
Ziel aller „Capture“-Komponenten ist, die erfassten Informationen zur Weiterbearbeitung oder Archivierung den „Manage“-Komponenten bereitzustellen.

ECM-Komponenten: Manage-Komponenten. Quelle: AIIM / PROJECT CONSULT 2003

### Manage (Verwaltung, Bearbeitung, Nutzung)
Die „Manage“-Komponenten dienen zur Verwaltung, Bearbeitung und Nutzung der Informationen. Sie besitzen hierfür
- Berechtigungssysteme zur Zugriffsabsicherung und zum Schutz von Informationen sowie
- Datenbanken für die Verwaltung und das Wiederauffinden (Information Retrieval).

Ziel eines geschlossenen ECM-Systems ist dabei, diese beiden Komponenten nur einmal übergreifend für alle „Manage“-Lösungen wie Document-Management, Collaboration, Web-Content-Management, Records-Management und Workflow-/Business-Process-Management als Dienste bereitzustellen. Zur Verbindung der unterschiedlichen „Manage“-Komponenten sollte diese über standardisierte Schnittstellen und sichere Transaktionsprozesse bei der Kommunikation zwischen den Komponenten verfügen.

#### DM Document Management (Dokumentenmanagement)

ECM-Komponenten: Document Management. Quelle: AIIM / PROJECT CONSULT 2003

Unter Document Management ist hier nicht die Branchenbezeichnung DMS zu verstehen, sondern die Dokumentenmanagementsysteme im „klassischen“ oder „engeren Sinn“. Die Aufgabe dieser Systeme ist es, den Lebenszyklus der Dokumente von der Entstehung bis zur Langzeitarchivierung zu kontrollieren. Zum Document Management gehören unter anderem folgende Funktionen:
- Checkin/Checkout zur Kontrolle der Konsistenz der gespeicherten Informationen
- Suchen und Navigieren zum Auffinden von Informationen und zugehörigen Informationskontexten
- Versionsmanagement zur Kontrolle unterschiedlicher Stände gleicher Information mit Versionen, Revisionen und Renditionen (gleiche Information in einem unterschiedlichen Format)
- Visualisierung zur Anzeige von Informationen in Strukturen wie virtuellen Akten, Verzeichnissen und Übersichten

Die Funktionen des Document Management überschneiden sich jedoch zunehmend mit denen der anderen ECM-„Manage“-Komponenten, mit der immer weiter ausgreifenden Funktionalität von Office-Anwendungen mit den Eigenschaften von „Library-Services“ zur speichertechnischen Verwaltung der Informationen (siehe unten) und durch die Integration weiterer Dokumenten-Technologien.

#### Collaboration (Zusammenarbeit, kollaborative Systeme, Groupware)

ECM-Komponenten: Collaboration. Quelle: AIIM / PROJECT CONSULT 2003

Collaboration bedeutet eigentlich nur Zusammenarbeit. Der Anspruch dieser Lösungen, die sich aus der Groupware entwickelt haben, geht weiter und schließt auch Anwendungsgebiete des Wissensmanagements mit ein. Zur Collaboration gehören unter anderem folgende Funktionen:
- Gemeinsam nutzbare Informationsbasen
- Gemeinsames, gleichzeitiges und kontrolliertes Bearbeiten von Informationen
- Integration von Informationen aus anderen Anwendungen im Kontext der gemeinsamen Informationsbearbeitung
- Kommunikationsanwendungen wie Video-Conferencing
- Verwaltungskomponenten wie Whiteboards für Ideensammlungen, Terminpläne, Projektmanagement und andere
- Wissensbasen über Fertigkeiten, Ressourcen und Hintergrunddaten für die gemeinsame Bearbeitung von Informationen

#### Web-Content-Management (WCM)

ECM-Komponenten: Web Content Management. Quelle: AIIM / PROJECT CONSULT 2003

Enterprise-Content-Management schließt Web-Content-Management (Web-Content-Management-Systeme, WCMS) ein. Die Bereitstellung von Inhalten im Internet und Extranet oder auf einem Portal sollte nur eine über die Berechtigungen und Informationsspeicherung gesteuerte Darstellung bereits vorhandener Informationen im Unternehmen sein. Zum Web-Content-Management gehören unter anderem folgende Funktionen:
- Automatische Konvertierung für unterschiedliche Anzeigeformate, personalisierte Anzeigen und Versionierung
- Bereitstellung und Verwaltung der Informationen für die Web-Präsentation
- Erstellung neuer oder Aufbereitung vorhandener Information in einem kontrollierten Erstellungs- und Veröffentlichungsprozess
- Sichere Trennung des Zugriffs auf öffentliche und nicht-öffentliche Informationen
- Visualisierung für die Präsentation mit Internet-Mitteln (Browser-Darstellung, HTML, XML u. a.)
- Analyse der Webseitenperformance durch KPIs

#### Records-Management (Schriftgutverwaltung, Ablage- und Archivverwaltung)

ECM-Komponenten: Records Management. Quelle: AIIM / PROJECT CONSULT 2003

Anders als bei den traditionellen elektronischen Archivsystemen bezeichnet Records-Management (RM; elektronische Schriftgutverwaltung, Electronic Records Management, ERM) die reine Verwaltung von Records, wichtigen aufbewahrungspflichtigen oder aufbewahrungswürdigen Informationen. Records-Management ist durch die ISO 15489 normiert und in Europa durch den MoReq-Standard spezifiziert. Schriftgutverwaltung ist Speichermedien-unabhängig und kann z. B. auch die nicht in elektronischen Systemen gespeicherten Informationen mitverwalten. Zur elektronischen Schriftgutverwaltung (ERM) gehören unter anderem folgende Funktionen:
- Abbildung von Aktenplänen und anderen strukturierten Verzeichnissen zur geordneten Ablage von Informationen (z. B. in einer Registratur (Akten)-anwendung)
- Nutzung international, branchenspezifisch oder zumindest unternehmensweit standardisierter Metadaten zur eindeutigen Identifizierung und Beschreibung der gespeicherten Informationen
- Schutz von Informationen entsprechend ihren Eigenschaften, z. T. bis auf einzelne Inhaltskomponenten in Dokumenten
- durch Thesaurus oder kontrollierten Wortschatz gestützte eindeutige Indizierung und Klassifizierung von Informationen
- Verwaltung von Aufbewahrungsfristen (Retention Schedules) und Vernichtungsfristen (Deletion Schedules)

#### Workflow (Wf) / Business-Process-Management (BPM, Vorgangsbearbeitung)

ECM-Komponenten: Workflow / Business Process Management. Quelle: AIIM / PROJECT CONSULT 2003

Der deutsche Begriff Vorgangsbearbeitung trifft weder den Begriff Workflow noch den Begriff Business Process Management (BPM) eindeutig.
Bei Workflow unterscheidet man verschiedene Typen, so z. B. den
- „ad-hoc-Workflow“, bei dem der Anwender selbst zur Laufzeit den Ablauf des Prozesses vorgibt, und den
- „Production Workflow“, der auf Basis vordefinierter Abläufe die Prozesse steuert und kontrolliert.

Workflow-Lösungen können als
- „Workflow-Anwendung“ mit eigenständigem Clienten realisiert werden, mit dem Anwender hauptsächlich arbeitet, oder aber in Gestalt einer
- „Workflow Engine“, die als Dienst im Untergrund der Systeme den Informations- und Datenfluss steuert, ohne dass hierfür ein eigener Client erforderlich ist.

Bevor ein Workflow automatisiert werden kann, muss der Prozess zunächst modelliert werden. Dies beinhaltet die Identifizierung der einzelnen Schritte, Zuständigkeiten, Entscheidungspunkte und Abhängigkeiten im Prozessablauf.
Zum Workflow-Management gehören unter anderem folgende Funktionen:
- Abbildung von Ablauf- und Aufbauorganisationsstrukturen
- Design-Werkzeuge zur Gestaltung und Anzeige von Prozessen (siehe z. B. Geschäftsprozessmodellierung)
- Einbindung von Bearbeitungswerkzeugen für Daten (z. B. Fachanwendungen) und Dokumente (z. B. Office-Produkte)
- Empfangen, Verwalten, Visualisieren und Weiterleiten von zusammenhängenden Informationen mit zugehörigen Dokumenten oder Daten
- Kontrolle und Dokumentation der Bearbeitungsstände, Laufwege und Ergebnisse

Ziel beim Einsatz ist weitgehende Automatisierung von Prozessen mit Einbindung aller notwendigen Ressourcen
- Paralleles und sequentielles Bearbeiten von Vorgängen einschließlich Mitzeichnung der Bearbeitung
- Wiedervorlage, Fristen, Delegation und andere Verwaltungsfunktionalität.

Business-Process-Management (BPM) geht in seinem Anspruch noch einen Schritt weiter als Workflow. BPM strebt die vollständige Integration aller betroffenen Anwendungen in einem Unternehmen mit Kontrolle der Prozesse und Zusammenführung aller benötigten Informationen an. Zu BPM gehören unter anderem folgende Funktionen:
- Business Intelligence (BI) mit hinterlegten Regelwerken, Integration von InformationWarehouses und den Anwender bei seiner fachlichen Tätigkeit unterstützenden Hilfsprogrammen
- Enterprise Application Integration (EAI) zur Verbindung verschiedener Anwendungen
- Prozess- und Datenkontrolle auf Server-Ebene
- Vollständige Workflow-Funktionalität

### Store (Speichern)

ECM-Komponenten: Store. Quelle: AIIM / PROJECT CONSULT 2003

Die „Store“-Komponenten dienen zur temporären Speicherung von Informationen, die nicht archivierungswürdig oder archivierungspflichtig sind. Auch wenn Medien zum Einsatz kommen, die für eine langzeitige Archivierung geeignet sind, ist der „Store“ von der „Preservation“ durch die Aufbewahrungsstrategie abgegrenzt. Im deutschen Sprachgebrauch sind diese Komponenten mit der „Ablage“ im Unterschied zum „Archiv“ gleichzusetzen.
Die aufgeführten „Store“-Komponenten lassen sich drei unterschiedlichen Bereichen zuordnen, „Repositories“ als Speicherorte, „Library Services“ als Verwaltungskomponente für die Speicherorte, und „Technologies“ als unterschiedliche Speichertechniken. Ebenfalls zu diesen Infrastruktur-Komponenten, die z. T. wie das Filesystem auf Betriebssystemebene angesiedelt sind, gehören die Sicherheitstechniken, die unten im Abschnitt „Deliver“ behandelt werden. Die Sicherheitstechniken sind einschließlich des Berechtigungssystems als übergreifende Komponente einer ECM-Lösung zu betrachten.

#### Repositories (Speicherorte, Datenspeichersysteme)
Zu den möglichen Repositories eines ECM, die auch kombiniert eingesetzt werden können, gehören unter anderem:
Content-Management-SystemAn dieser Stelle ist das eigentliche Speichersystem für den Content gemeint, bei dem es sich um eine Datenbank oder ein spezialisiertes eigenständiges Speichersystem handeln kann.
Data WarehousesData Warehouses sind datenbankbasierte, komplexe Speichersysteme, die Informationen aus unterschiedlichsten Quellen referenzieren oder direkt bereitstellen. Sie können auch mit einem globaleren Anspruch als Document-Warehouse oder Information-Warehouse konzipiert sein.
DateisystemDas Dateisystem wird vorrangig zur temporären Zwischenspeicherung, so. z. B. Eingangs- und Ausgangs-Caches benutzt. Ziel von ECM ist es, das Dateisystem von Informationen zu entlasten und diese durch „Manage“-, „Store“- und „Preservation“-Techniken allgemein verfügbar bereitzustellen.
DatenbankenZum einen dienen Datenbanken zur Verwaltung der Zugriffsinformationen. Sie können aber auch direkt zur Speicherung von Dokumenten, Content oder Media Assets benutzt werden.
Cloud Computing
Die Daten werden in der Cloud gehostet und sind über das Internet zugänglich. Es bietet Skalierbarkeit, Flexibilität und Kosteneffizienz für die Speicherung großer Datenmengen.

#### Library-Services (Informationsverwaltungsdienste)
Library-Services haben nur im übertragenen Sinn mit Bibliotheken zu tun. Sie sind die systemnahen Verwaltungskomponenten, mit denen der Zugriff auf die Informationen realisiert wird. Der Library-Service ist letztlich für den Empfang und die Speicherung der Informationen aus den „Capture“- und den „Manage“-Komponenten verantwortlich. Er verwaltet gleichermaßen die Speicherorte in der dynamischen Ablage, dem eigentlichen „Store“, und im Langzeitarchiv, der Kategorie „Preserve“. Der Speicherort wird dabei lediglich durch die Eigenschaften und Klassenzugehörigkeit der zu speichernden Information bestimmt. Der Library-Service arbeitet mit der Datenbank der „Manage“-Komponenten zusammen. Hierdurch werden die notwendigen Information-Retrieval-Funktionen
- Search (Suche) und
- Retrieval (Wiederfinden, Wiederbereitstellen)

bedient. Während die Datenbank keine Kenntnis über den physischen Speicherort eines Objektes hat, verwaltet der Library Service
- Online-Speicher (Daten und Dokumente im direkten Zugriff),
- Nearline-Speicher (Daten und Dokumente auf einem Medium, das sich im Zugriff des Laufwerks befindet, aber z. B. erst durch eine Robotik eingelegt werden muss) und
- Offline-Speicher (Daten und Dokumente auf einem Medium, das ausgelagert wurde und nicht im automatisierten Zugriff eines Systems befindet).

Hierfür kommen Speichermanagementsysteme und HSM hierarchisches Speichermanagement zum Einsatz.
Sofern nicht ein übergelagertes Dokumentenmanagementsystem die Funktionalität bereitstellt, muss der Library-Service ein
- Versionsmanagement zur Kontrolle unterschiedlicher Stände der Information, und
- Checkin/Checkout für die kontrollierte Bereitstellung der Information

besitzen.
Eine wichtige Funktion des Library-Services ist die Erzeugung von Protokollen und Journalen zur Nutzung der Information und über Veränderungen an den Informationen, die im Angloamerikanischen als „Audit-Trail“ bezeichnet werden. Für solche intelligenten Speicherverwaltungssysteme hat sich inzwischen der Begriff ILM Information-Lifecycle-Management eingebürgert.

#### Speichertechniken
Für die Speicherung der Informationen können je nach Anwendungszweck und Systemumgebung sehr unterschiedliche Speichertechnologien und Medien zum Einsatz kommen.
- Mehrmals beschreibbare magnetische Online-Speicher. Hierzu gehören Festplatten als RAID (Redundant Array of Independent Disks) Festplattensubsystem am Server, SAN (Storage Area Networks) als Speicherinfrastruktur oder NAS (Network Attached Storage) direkt in Netzwerken zugänglich gemachte Speicherbereiche.
- Magnetbänder in automatisierten Speichereinheiten wie Tape-Libraries dienen eher wie DAT-Bänder in kleineren Umgebungen der Datensicherung und nicht zum Online-Zugriff.
- Digital Optical Disk (digitale optische Speichermedien) wie CD (CD-R einmal beschreibbare Compact Disk, CD/RW mehrmals beschreibbare Compact Disk), DVD (Digital Versatile Disk), MO (Magneto Optical), UDO (Ultra Density Optical) und andere können zur Sicherung und zur Verteilung aber auch in Jukeboxen als Nearline-Speicher (Plattenwechselautomaten) eingesetzt werden.

### Preserve (Erhalten, Bewahren, Archivieren)

ECM-Komponenten: Preserve. Quelle: AIIM / PROJECT CONSULT 2003

Die „Preserve“-Komponenten von ECM dienen der langzeitig stabilen, statischen und unveränderbaren Aufbewahrung und Sicherung von Informationen. Im deutschsprachigen Raum ist dies das Anwendungsfeld der elektronischen Langzeitarchivierung. Letztere besitzt aber wesentlich mehr Funktionalität als unter „Preserve“ (Preservation; Digital Preservation) subsumiert. Elektronische Archivsysteme sind meistens eine Kombination aus Verwaltungssoftware wie Records Management, Imaging oder Document Management, Library Services (IRS Information Retrieval Systeme) und Speicher-Subsystemen.
Nicht nur elektronische Medien eignen sich zur langfristigen Aufbewahrung. Zur reinen Sicherung von Informationen ist weiterhin Mikrofilm geeignet, der inzwischen in hybriden Systemen mit elektronischen Medien und datenbankgestütztem Zugriff eingesetzt werden kann.
Die Aussonderung nicht mehr benötigter, ungültig gewordener oder zu löschender Informationen wird auch Kassation genannt.

#### Speichertechniken
Zu den „Preserve“-Speichersystem-Komponenten gehören unter anderem:
- WORM (Write Once Read Many) rotierende digital optische Speichermedien, zu denen die klassischen WORM in einer Schutzhülle in 5 ¼″- oder 3 ½″-Technik ebenso wie CD-R und DVD-R gehören. Die Aufzeichnungstechniken der Medien, die in Jukeboxen für einen Online- und automatisierten Nearline-Zugriff bereitgestellt werden, sind unterschiedlich.
- WORM-Tape (Magnetband mit WORM-Eigenschaften) wird in speziellen Laufwerken eingesetzt, die mit besonders abgesicherten Bändern bei ordnungsgemäßem Betrieb ähnliche Sicherheit wie ein traditionelles WORM Medium erreichen können.
- Content-Addressed Storage (CAS) magnetische Festplattenspeicher die durch spezielle Software gegen Überschreiben, Löschen und Verändern wie ein WORM-Medium geschützt sind
- Network Attached Storage (NAS) / Storage Area Network (SAN) können ebenfalls eingesetzt werden, wenn sie die Bedingungen der Revisionssicherheit mit unveränderbarer Speicherung, Schutz vor Manipulationen und Löschen etc. erfüllen.
- Mikrofilm (Mikroform nach DIN) kann als Sicherungsmedium eingesetzt werden, wenn die Informationen nicht mehr in der Nutzung sind und keine maschinelle Auswertbarkeit gefordert ist.
- Papier ist als Langzeitspeicher von Informationen ebenfalls weiterhin zu berücksichtigen, da die Aufzeichnung migrationsfrei ist und ohne Hilfsmittel gelesen werden kann. Ebenso wie beim Mikrofilm handelt es sich aber nur um die Sicherung originär elektronischer Information.

#### Migration
Entscheidend bei der elektronischen Archivierung und bei allen Langzeitspeichersystemen ist die rechtzeitige Einplanung und regelmäßige Durchführung von Migrationen, um die Information in sich verändernden technischen Umgebungen verfügbar zu halten. Dieser kontinuierliche Prozess wird nach Kampffmeyer auch ‚Continuous Migration‘ genannt.

### Deliver (Liefern, Bereitstellen, Ausgeben)

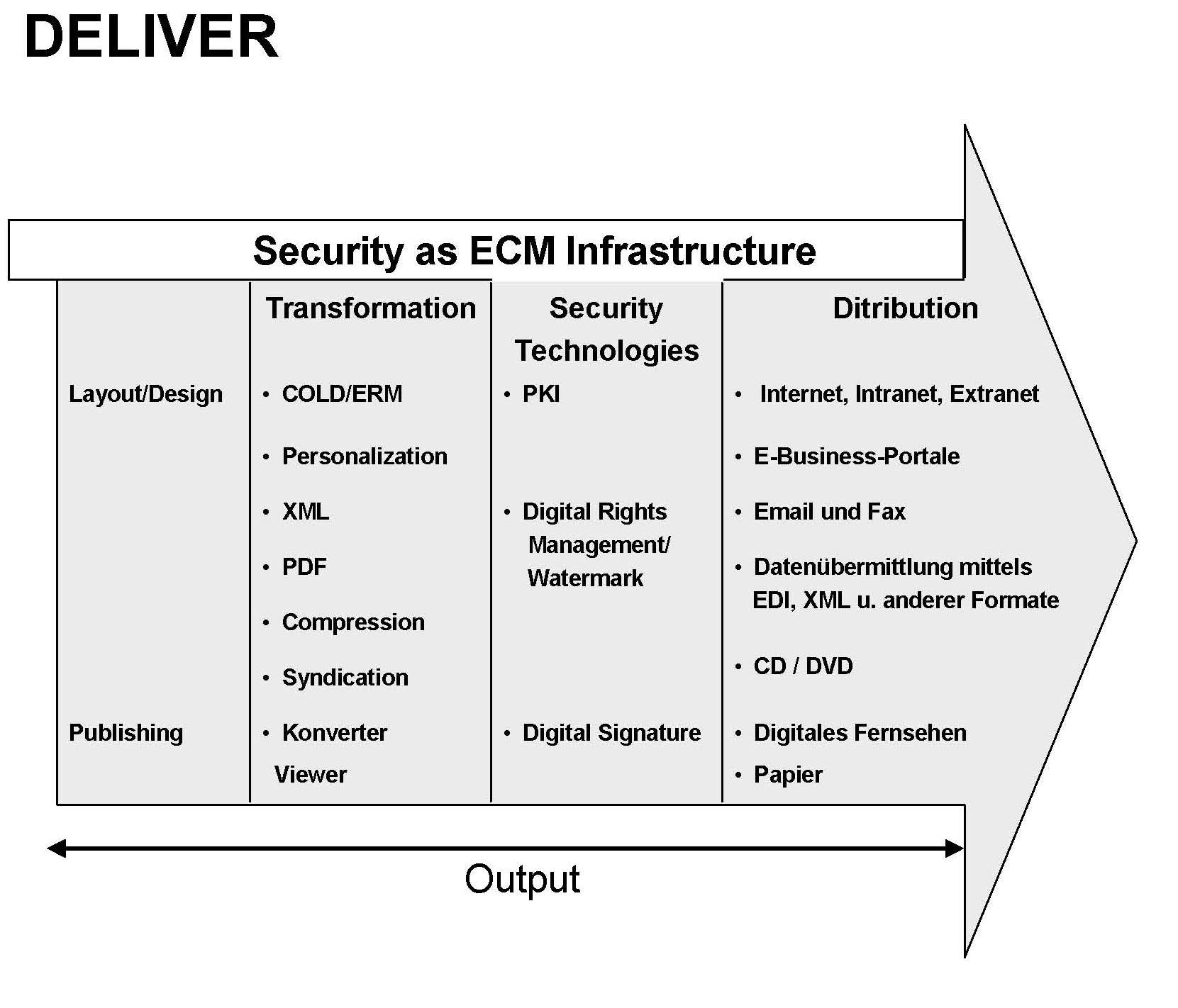
ECM-Komponenten: Deliver. Quelle: AIIM / PROJECT CONSULT 2003

Die „Deliver“-Komponenten von ECM dienen zur Bereitstellung der Informationen aus den „Manage“-, „Store“- und „Preserve“-Komponenten. Sie beinhalten aber auch Funktionen, die wiederum für die Eingabe von Informationen in Systeme (z. B. Informationsübergabe auf Medien oder Erzeugung formatierter Ausgabedateien) oder für die Aufbereitung von Informationen (z. B. Konvertierung oder Kompression) für die „Store“- und „Preserve“-Komponenten. Da die Sicht auf das AIIM-Komponentenmodell funktional zusammengestellt ist und nicht als Architektur gesehen werden darf, ist die Zuordnung dieser und anderer Komponenten hier zulässig. Die Funktionalität in der Kategorie „Deliver“ wird auch als „Output“ bezeichnet und unter dem Begriff „Output Management“ zusammengefasst.
Die „Deliver“-Kategorie umfasst drei Gruppen von Funktionen und Medien: „Transformation Technologies“, „Security Technologies“ und „Distribution“. Transformation und Sicherheit gehören als Dienste auf eine Middleware-Ebene und sollten allen ECM-Komponenten gleichermaßen zur Verfügung stehen. Aufgabe der verschiedenen „Deliver“-Komponenten ist die Information immer für den Empfänger optimal aufbereitet zur Verfügung zu stellen und die Nutzung möglichst zu kontrollieren.
Für die „Ausgabe“ sind zunächst zwei Funktionen wichtig:
- Layout/Design mit Werkzeugen zur Gestaltung und Formatierung der Ausgaben und
- Publishing, Anwendungen zur Bereitstellung der Informationen für die Distribution und Publikation.

#### Transformation Technologies (Transformations-Techniken, Umwandlung)
Transformationen sollten immer verlustfrei, kontrolliert und nachvollziehbar ablaufen. Hierfür kommen Dienste im Hintergrund zum Einsatz, die sich dem Endanwender in der Regel nicht zeigen. Zu den Transformations-Techniken werden unter anderem gerechnet:
- COLD / ERM ist hier im Gegensatz zur „Capture“-Komponente als Aufbereitung von Daten von Ausgaben für Verteilung, Druck und Übergabe an das Archiv zu sehen. Typische Anwendungen sind Listen und formatierter Output, z. B. individualisierte Kundenanschreiben. Zu diesen Techniken gehören auch die Journale und Protokolle, die von den ECM-Komponenten erzeugt werden.
- Personalization (Personalisierung) ist nicht mehr nur eine Funktion von Web-basierten Portalen, sondern gilt für alle ECM-Komponenten. Durch die Personalisierung erhält der Nutzer nur noch die Funktionalität und Informationen angeboten, die er benötigt.
- XML (eXtensible Markup Language) ist eine Beschreibungssprache, die es erlaubt Schnittstellen, Strukturen, Metadaten und Dokumente zu beschreiben. XML setzt sich als die universelle Technik zur Beschreibung von Informationen durch.
- Portable Document Format (PDF) ist ein intelligentes Druck- und Distributionsformat, das es erlaubt Informationen plattformunabhängig bereitzustellen. Im Gegensatz zu reinen Bildformaten wie TIFF können in PDF Inhalte gesucht, Metadaten beigefügt und elektronische Signaturen eingebettet werden. Als international genormtes Format ist PDF/A auch für die Archivierung geeignet.
- Konverter und Betrachter dienen einerseits zur Umformatierung von Informationen, um einheitliche Formate zu erzeugen, und andererseits um Informationen unterschiedlichen Formates wieder anzuzeigen und auszugeben.
- Compression (Kompression, Komprimierung) wird benutzt, um den Speicherplatzbedarf für bildhafte Informationen zu reduzieren. Für s/w wird hier auf das ITU-Verfahren (CCITT) für TIFF und für Farbbilder auf JPEG2000 zurückgegriffen. Mit „ZIP“-Verfahren können auch beliebige Dateien für die Datenübermittlung komprimiert werden.
- Syndication dient zur Bereitstellung von Content (Inhalt) in unterschiedlichen Formaten, Selektionen und Aufbereitungsformen im Umfeld des Content Management. Durch Syndication kann der gleiche Inhalt mehrfach in verschiedener Form und für verschiedene Anwendungszwecke genutzt werden.

#### Security Technologies (Sicherheitstechniken)
Die Sicherheitstechniken gehören zu den Querschnittfunktionen, die allen ECM-Komponenten als Dienste zur Verfügung stehen. So kommen elektronische Signaturen nicht nur bei der Versendung von Dokumenten zum Einsatz, sondern können auch bei der Erfassung, beim Scannen benötigt werden, um die Vollständigkeit der Erfassung zu dokumentieren.
- PKI (Public-Key-Infrastruktur) ist die Basistechnik für den Einsatz elektronischer Signaturen. Sie verwaltet Schlüssel und Zertifikate und prüft die Authentizität von Signaturen.
- Digital Signatures (elektronische Signaturen) dienen dazu, für Dokumente bei Übermittlungen die Authentizität des Absenders und die Integrität der übermittelten Nachricht, d. h. die Unverändertheit und Vollständigkeit, nachzuweisen. In Europa gibt es drei Formen der elektronischen Signatur mit unterschiedlicher Qualität und Sicherheit: einfache, fortgeschrittene und qualifizierte. In Deutschland ist die qualifizierte elektronische Signatur im Rechtsverkehr und Vertragswesen gesetzlich verankert.
- Digital Rights Management / Watermark (elektronische Rechteverwaltung) dient besonders bei der Content Syndication und in MAM Media Asset Management der Verwaltung und Absicherung von Urheberrechten. Hierzu kommen Techniken wie elektronische Wasserzeichen (Watermarks), die direkt in die Dokumente eingebunden werden, zum Einsatz. Ziel ist die Wahrung von Rechten und die Sicherung der Inhalte bei der Veröffentlichung im Internet.

#### Distribution (Verteilung)
Alle zuvor erwähnten Techniken dienen im Wesentlichen dazu, die unterschiedlichen Inhalte eines ECM kontrolliert und nutzungsorientiert auf unterschiedlichen Wegen der Zielgruppe bereitzustellen. Hierzu können aktive Komponenten wie Versand als E-Mail, Datenträger oder Rundschreiben ebenso gehören wie die passive Publikation auf Webseiten und Portalen, wo sich die Zielgruppe aus dem Informationsangebot selbst bedient. Als mögliche Ausgabe- und Distributionsmedien können zum Einsatz kommen:
- Internet, Extranet und Intranet
- E-Business-Portale
- E-Mail und Fax
- Datenübermittlung mittels EDI, XML, Short Message Service (SMS) oder anderen Formaten
- Mobile Geräte wie Mobiltelefone, Kommunikator-Geräte und andere
- Datenträger wie CD oder DVD
- Digitales Fernsehen und andere Multimedia-Dienste
- Papier

## ECM-Software

### Kommerzielle ECM-Software
Software für ECM bzw. für Enterprise-Content-Management-Systeme wird von verschiedenen Unternehmen angeboten, wobei es sich teils um auf ECM-Technologien spezialisierte Software-Hersteller handelt. Hierzu gehören unter anderem folgende Softwarelösungen bzw. Hersteller:
- censhare, censhare AG
- Easy Software, „EASY ENTERPRISE.X“
- ELO, ELO Digital Office GmbH
- EZ Platform DXP, Ibexa[8]
- Fabasoft Folio
- FirstSpirit, e-Spirit AG[8]
- CMS G3, INM Inter Network Marketing AG
- IBM FileNet P8 Plattform, IBM Corporation[9]
- Imperia, Imperia AG
- InterRed, InterRed GmbH
- Xerox DocuShare, Xerox Corporation
- OpenText, OpenText Corporation, ein weltweiter Anbieter von Enterprise Information Management(EIM) Software, darunter Enterprise Content Management (ECM)
- SharePoint, Microsoft SharePoint

### Freie ECM-Software
Seit einiger Zeit gibt es auch Freie Software für ECM (unter lizenzgebührenfreien Open-Source-Lizenzen). Freie ECM-Software kann von Unternehmen selbst installiert und genutzt werden. Es gibt jedoch auch Systemhäuser, die sich auf freie ECM-Programme spezialisiert haben und auf Basis dieser Software kostenpflichtige Dienstleistungen erbringen. Bekannte Beispiele für freie Enterprise-Content-Management-Systeme sind unter anderem:
- Alfresco, Alfresco Inc.
- bitfarm-Archiv
- LogicalDOC, Logical Objects
- Magnolia[8]
- TYPO3
- Plone
- Nuxeo EP

### Fachspezifische ECM-Software
Für spezielle Einsatzbereiche haben sich fachspezifische ECM-Lösungen entwickelt. Diese ergeben sich beispielsweise aus besonderen Einsatzszenarien oder regulatorischen Rahmenbedingungen:
- Learning Content Management System für den Bereich E-Learning
- Healthcare Content Management System für das Gesundheitswesen mit den besonderen regulatorischen Anforderungen für Medizinprodukte

### Marktübersichten / Analysten-Reports
- Das Analystenhaus Forrester listet in sein Now Tech-Report 2018 ECM-Lösungen unter „Content-Plattformen“;[10] darin werden ca. 20 europäische ECM-Anbieter aufgelistet.
- Das Marktforschungsunternehmen Gartner bewertet seit 2017 Anbieter aus dem Bereich Enterprise Content Management unter den Label „Content Services Platforms (CSPs)“[11]